# 357546 Edwardhalbach
357546 Edwardhalbach este o planetă minoră (asteroid) din centura de asteroizi. A fost descoperită pe 15 septembrie 2004 la  de Walter R. Cooney, Jr.⁠(d) și a fost numită după Edward A. Halbach⁠(d). 
Obiectul prezintă o orbită caracterizată de o semiaxă mare de 3,0469172926205 UAi, o excentricitate de 0,09, o înclinație de 10 ° în raport cu ecliptica.